# Dejan Školnik
Dejan Školnik (Kranj, 1º gennaio 1989) è un ex calciatore sloveno naturalizzato croato, di ruolo centrocampista.